# 중평농악
중평농악은 대한민국 전북특별자치도 진안군 진안읍에서 전해오는 농악이다. 2016년 12월 28일 진안군의 향토문화유산(무형) 제2호로 지정되었다.

## 개요
진안 전라좌도굿의 전통을 이어가고 있으며, 중평농악을 보존·전승함에 기여하고 있다.